# Saitenmacher

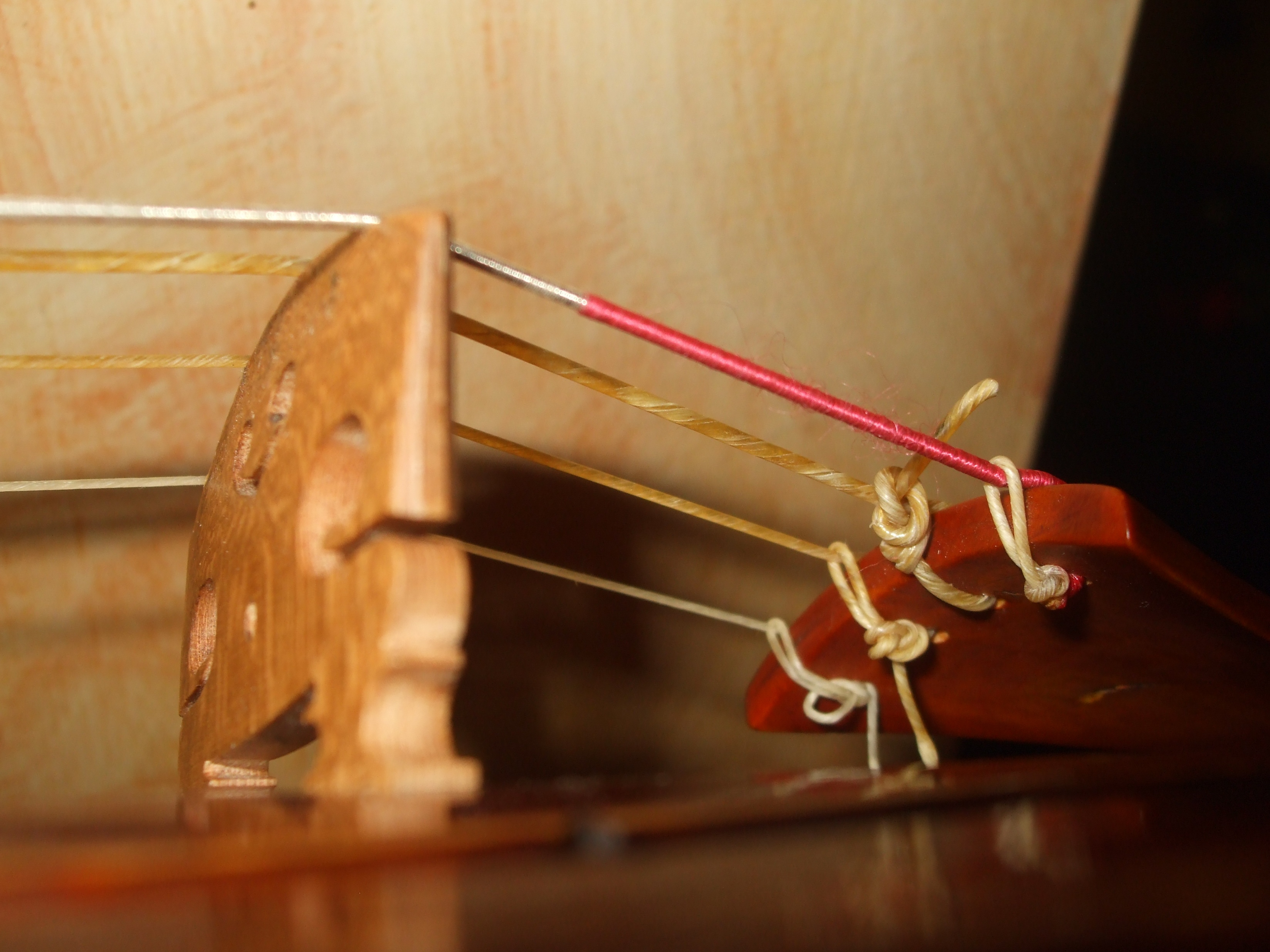
Darmsaiten auf einer Violine

Saitenmacher ist ein Handwerksberuf, der sich mit der Herstellung von Darmsaiten (Catgut) für Musikinstrumente und technische Anwendungen beschäftigt.

## Berufsinhalt
Saitenmacher stellen Darmsaiten für meist historische Saiteninstrumente her, insbesondere
- als Spielsaite für Streichinstrumente (Violine, Bratsche, Violoncello, Gambe, Violone, Kontrabass), Laute und (in Nordafkrika) Gimbri
- als Bundmaterial für Gamben und Lauten
- als Anhängesaite („Hängelsaite“) zur Befestigung des Saitenhalters am Korpus bei Geige, Bratsche oder Cello
- als „Knarrsaite“ für den Orgelbau.[1]

Neben Musiksaiten stellen Saitenmacher auch technische Produkte her, zum Beispiel medizinischen Catgut, für den Uhrenbau (als Gewichtsaufzug oder zur Verbindung der Schnecke), für die Bespannung von Sport-Schlägern oder für historische Waffen.
Die Därme, häufig solche von sieben bis neun Monate alten frisch geschlachteten Lämmern oder anderen Huftieren, werden ca. acht Tage in einer Pottasche-Lösung gequollen, dann aufgeschnitten und von Schleim und Fett befreit. Die gereinigte Därme werden in Streifen geschnitten und verseilt, anschließend unter Spannung getrocknet und mit Schwefel gebleicht. Um Ungleichmäßigkeiten, die die Quintenreinheit beeinträchtigen, zu entfernen, werden die getrockneten Seiten mit Kreide eingerieben und mit Bimsstein glattgeschliffen. Diese Art der Verarbeitung blieb über die Zeit im Wesentlichen gleich, auch wenn zwischen 1890 und 1920 einige Patente angemeldet wurden, die insbesondere die Behandlung der Saiten mit diversen Mitteln und die leichtere Verarbeitung im industriellen Stil zum Gegenstand hatten.
Metallsaiten wurden hingegen zunächst von Drahtziehern, später – wie die Seidensaiten – industriell hergestellt.

## Entwicklung der Saitenmacherei
Frühe Erwähnungen des Darmsaitenmachens stammen aus Nürnberg aus dem Jahr 1388 und von Jean de Brie aus dem Jahr 1379.
Das Syntagma musicum von 1619 unterteilt die besaiteten Instrumente in solche mit Saiten aus „Gedärme “und solche mit Saiten aus „Ertz / Messing und Eysen“. 1698 beschreibt Christoph Weigel der Ältere die Saitenmacherei in seinem Ständebuch.
Abraham a Santa Clara beschrieb um 1700 das Ergebnis der Saitenmacherei:
Aus den Gedärmen kommen Saiten,

die, wenn man sie recht braucht, ausbreiten,

In Tempeln, ihren sanften Thon:

Gehen aus dem Innern gute Werke,

Voll zarter Lieb und Glaubens Stärke

So schallen sie vor Gottes Thron.
Im Vogtland, insbesondere in Markneukirchen, begann die Saitenmacherei um 1720. Die Qualität der vogtländischen Saiten war bald den italienischen ebenbürtig. So gewann der Markneukirchner Saitenmacher Israel Kämpff 1782 eine vom sächsischen Kurfürsten ausgelobte Prämie in Höhe von 40 Talern, weil es ihm gelang, ebenso gute Saiten herzustellen wie die italienischen Konkurrenten.
1898 wurden im sächsischen Vogtland bei einer Betriebszählung 90 Betriebe mit 427 Arbeitern zur Verfertigung von Darmsaiten und zwei Betriebe mit 22 Arbeitern zur Drahtsaitenfabrikation gezählt. Damit stellten die Saitenmachereien 60 % der Betriebe und 25 % der Arbeiter in der regionalen Musikinstrumentenfabrikation.
1940 existierten im Vogtland 131 Betriebe, 2004 nur noch der Betrieb von Wolfgang Frank, der 1982 beim letzten Obermeister der Markneukirchner Innung seine Meisterprüfung abgelegt hatte. Neugründungen sind selten.